# Rábano de Aliste
Rábano de Aliste – gmina w Hiszpanii, w prowincji Zamora, w Kastylii i León, o powierzchni 56,15 km². W 2011 roku gmina liczyła 445 mieszkańców.